# Ронкони, Себастьяно
Себастьяно Ронкони (итал. Sebastiano Ronconi; 1814, Венеция — 6 февраля 1900, Милан) — итальянский оперный певец (бас-баритон) и музыкальный педагог. Сын и ученик Доменико Ронкони, брат Джорджо Ронкони и Феличе Ронкони.
Дебютировал в 1836 г. в Лукке в опере Гаэтано Доницетти «Торквато Тассо» и в дальнейшем много пел именно Доницетти. Выступал также и в главных партиях в операх Джузеппе Верди (однако «Симон Бокканегра» с Ронкони в заглавной партии в 1859 году в «Ла Скала» потерпел фиаско). Гастролировал в Германии, Испании, Англии и США. Проведя на сцене более 35 лет, в дальнейшем преподавал вокал в Милане: среди его учеников, в частности, Франсишку д'Андради.
Он пел в течение тридцати пяти лет, а затем преподавал вокал в Милане